# Stazione di Landquart Ried
La stazione di Landquart, che serve il comune omonimo in Svizzera, è una fermata ferroviaria posta sulla linea Landquart-Thusis gestita dalla Ferrovia Retica.

## Storia
La fermata entrò in funzione nel 1896 al completamento della linea Landquart-Thusis.